# Priorato di Tresco
Il Priorato di Tresco era un insediamento monastico a Tresco, nelle Isole Scilly fondato nel 946.

Il sito venne rifondato come priorato di San Nicola dai monaci dell'Abbazia di Tavistock nel 1114. Un documento di re Enrico I menziona la presenzia di un priorato appartenente all'Abbazia di Tavistock durante il regno di Edoardo il Confessore
Enrico I, re d'Inghilterra, nel 1120, garantisce a Guglielmo, vescovo di Exeter, ed a Riccardo, figlio di Baldovino ed al giustiziere di Devonshire e Cornovaglia in perpetuo a Osberto Abate di Tavistock ed a Turoldo suo monaco, tutte le chiese di Sully [Scilly] con le loro pertinenze e terre per i monaci eremiti che lo tengono dal tempo di re Edoardo

Il fatto venne confermato anche da papa Celestino III nella sua bolla del 1193 che confermava ad 
Erberto abate di Tavistock e ai suoi successori le isole di San Nicola (Tresco), San Sampson, Sant'Elidio (St. Helens), Santa Teona (Tean) e l'isola chiamata Nutho (probabilmente Nut Rock e terre circostanti, in parte ora sommersa) con tutte le pertinenze chiese ed oratori delle isole di Sully [Scilly].
Nel 1367 re Edoardo III prese il priorato sotto la propria speciale protezione dal momento che più volte i monaci locali si erano rivolti a lui per essere stati attaccati dai pirati come nel caso della temibile devastazione del 1351 che distrusse quasi completamente le proprietà dell'abbazia.
Il priorato ad ogni modo non sopravvisse alla dissoluzione dei monasteri in Inghilterra e venne chiuso. I resti del priorato sono stati oggi incorporati nel parco pubblico di Tresco Abbey Gardens.